# بريان هال (مقدم برامج إذاعية)
بريان هال (بالإنجليزية: Bryan Hall)‏ هو مقدم برامج إذاعية أمريكي، ولد في 19 أغسطس 1934 في تورونتو في كندا.